# Mariä Himmelfahrt (Schönbrunn)

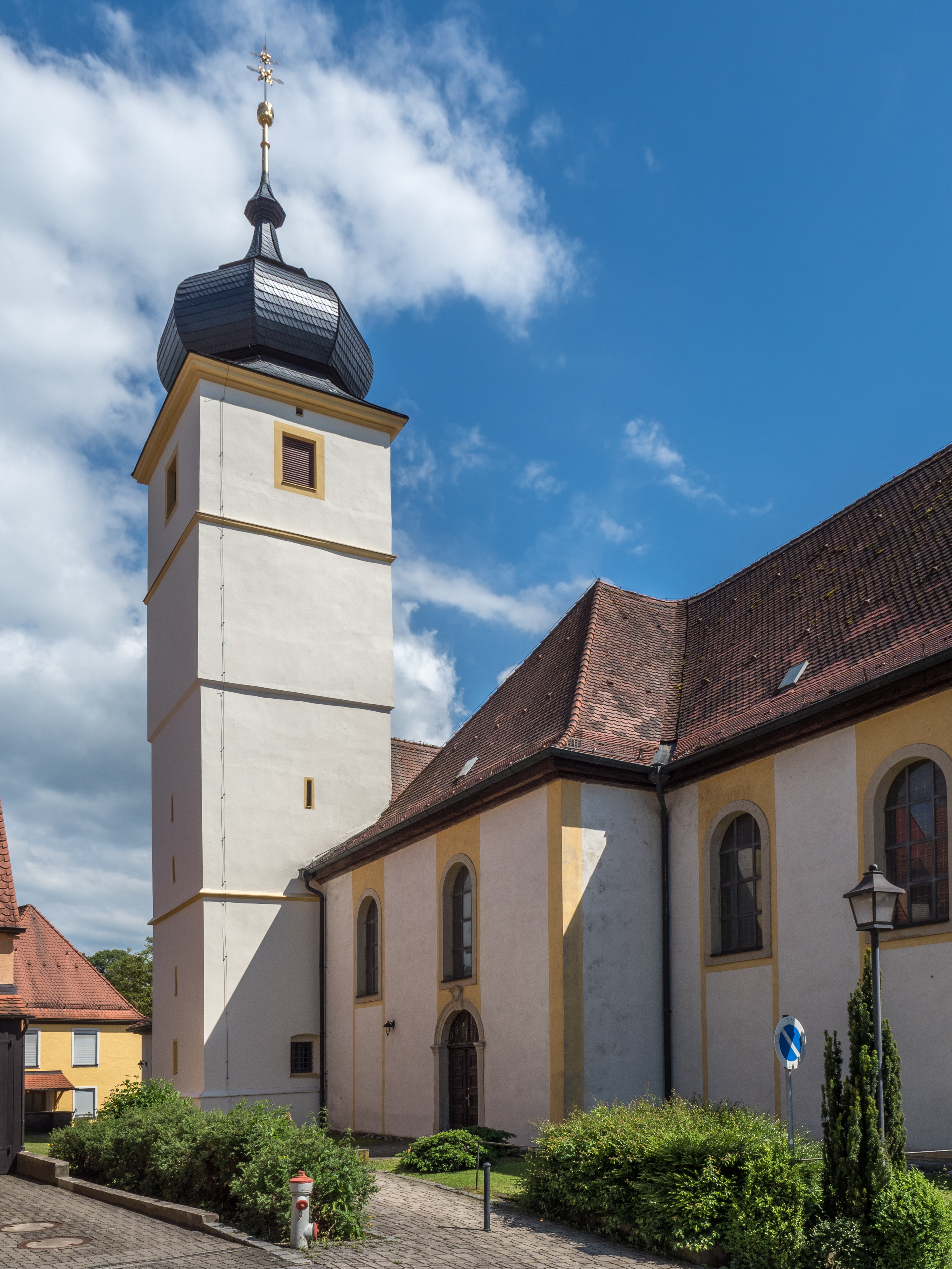
Mariä Himmelfahrt (Schönbrunn)

Die römisch-katholische Pfarrkirche Mariä Himmelfahrt steht in Schönbrunn im Steigerwald, einer Gemeinde im oberfränkischen Landkreis Bamberg in Bayern. Im Jahr 1431 wurde erstmals eine Kirche in Schönbrunn erwähnt. Der Chorflankenturm des denkmalgeschütztenBauwerks stammt aus dem 14. Jahrhundert. Die seit 1765 bestehende  Pfarrei gehört zum 
Seelsorgebereich Steigerwald im Dekanat Bamberg des Erzbistums Bamberg.

## Beschreibung
Die Kreuzkirche wurde 1922 errichtet. Sie besteht aus einem Langhaus, einem Querschiff, einem eingezogenen, dreiseitig geschlossenen Chor im Osten und dem Kirchturm im Norden aus dem 14. Jahrhundert, der 1736 auf vier Geschosse aufgestockt und mit einer schiefergedeckten Zwiebelhaube bedeckt wurde. Zur Kirchenausstattung gehören der Hochaltar, zu dem die Statuen des heiligen Heinrich und der heiligen Kunigunde von Johann Sebastian Degler hinzugefügt wurden, und die Seitenaltäre, die aus dem Karmelitenkloster Bamberg stammen. Die Kreuzwegstationen wurden 1929 aufgehängt. Die Orgel mit 28 Registern und 3 Manualen wurde 1964 von Michael Weise gebaut.